# Hans von Faber du Faur

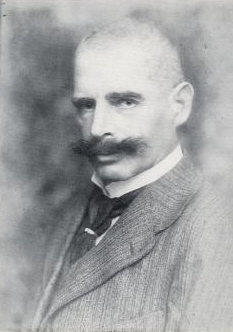
Hans von Faber du Faur

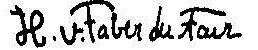

Hans Otto von Faber du Faur (* 21. November 1863 Stuttgart; † 3. Dezember 1940 München) war ein Maler des deutschen Impressionismus und Offizier.

## Leben
Der Sohn des württembergischen Majors der Kavallerie und Malers Otto von Faber du Faur und der Verlegerstochter Maria, geborene Benedict aus Stuttgart, besuchte von 1872 bis 1881 (Abitur; u. a. mit Gustav von Kahr) das Maximiliansgymnasium München und begann schon sehr früh zu zeichnen. An der Kunstschule in Stuttgart begann er 1880 ein Studium, musste es aber bereits zwei Jahre später abbrechen, um 1882 seinen Militärdienst als Einjährig-Freiwilliger dem Ulanen-Regiment Nr. 19 abzuleisten. 1884 erhielt er das Offizierspatent und 1888 den Abschied als Leutnant der Reserve der Kavallerie.
Anschließend nahm Faber du Faur seine künstlerische Ausbildung wieder auf und studierte 1888/89 an der Akademie in Brüssel bei dem Orientalisten Jean Francois Portaels (1818–1895). Von 1889 bis 1893 setzte er das Studium in München bei Wilhelm von Diez und Franz von Lenbach fort. Studienreisen führten ihn nach Spanien, Italien, Holland und England. Seit 1894 nahm er an den Ausstellungen des Pariser Salons und der Société nationale des beaux-arts in Paris teil; 1895 hielt er sich für einen Monat in Madrid auf, um im Prado zu kopieren. Ab 1897 beteiligte er sich an den Münchner Jahresausstellungen im Glaspalast und im Kunstverein. 1898 bis 1905 arbeitete er in Paris und war dort u. a. Schüler der Académie Julian (1898) und von James Whistler (bis Januar 1900). Hier kam er in Berührung mit der Künstlergruppe Société des Artistes Indépendants, die Ausstellungen ohne Jury gestaltete.

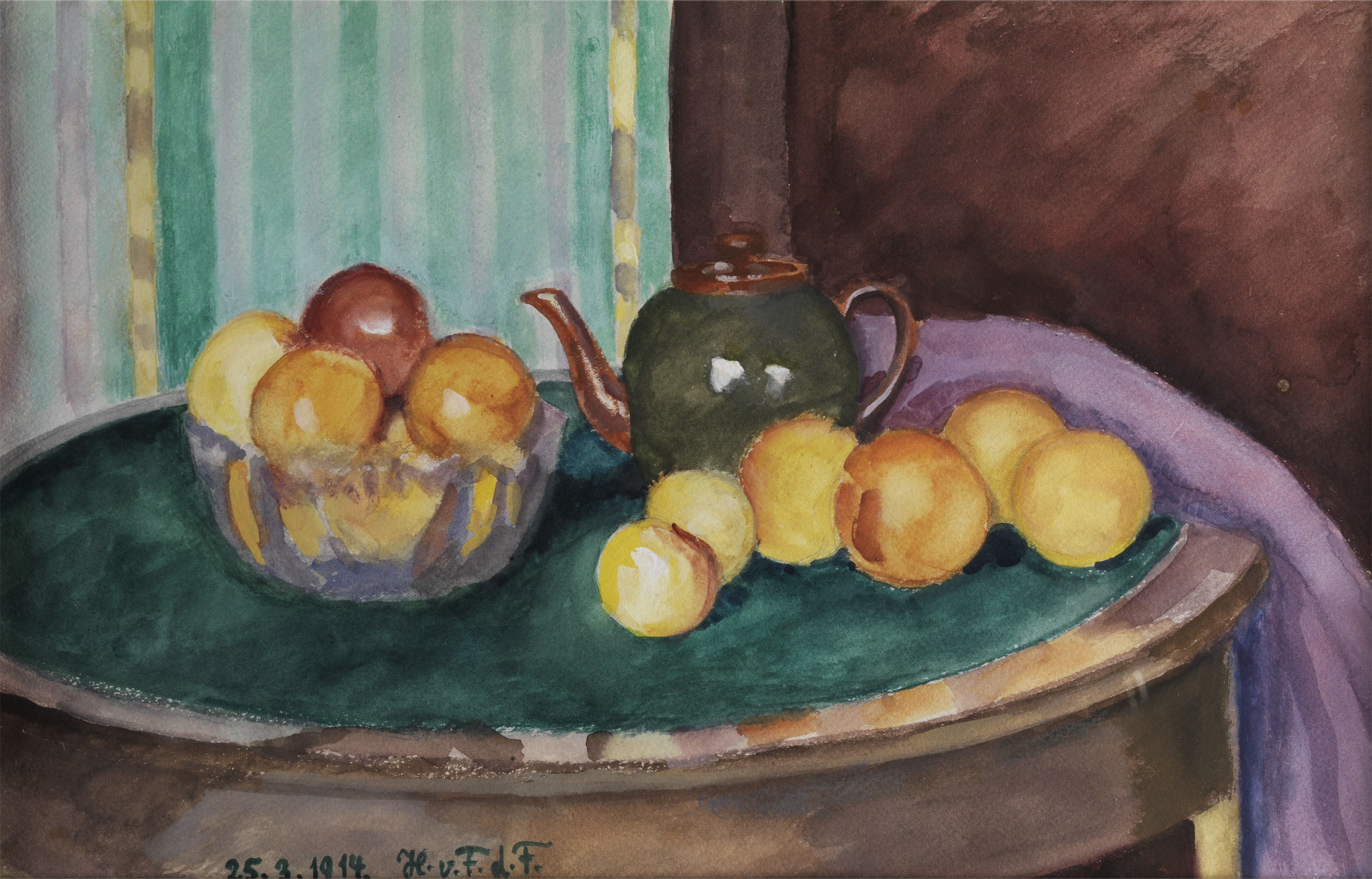
Stillleben mit Teekanne und Obstschale, 1914

Faber du Faur pflegte Kontakte zu zahlreichen Malern wie Arnold Böcklin, Ferdinand Hodler, Henri Matisse, Henri Rousseau oder Pablo Picasso und hielt diese Erlebnisse in kurzen Niederschriften unter dem Titel Meine Begegnungen mit Malern fest. Seine erste Frau Sophie von Ranke (1864–1917), mit der er drei Töchter hatte, war die Tochter des Professors Heinrich Ranke; sie starb in Genf.
1905 ließ er sich in München nieder und pflegte Kontakte zur Luitpold-Gruppe und zur Künstlervereinigung Scholle. 1909 wurde er Mitglied des Salon d’Automne in Paris und gründete im selben Jahr den Juryfreien Verband der Deutschen Künstler. Er wurde dessen Vorsitzender, organisierte die Ausstellungen 1909 und 1910, an denen er sich selbst beteiligte, trat aber bereits 1910 wieder aus. 1913 ging er für drei Sommermonate nach Orsera (heute: Vrsar) in Istrien und nahm anschließend seinen Wohnsitz in der Schweiz. In der Münchner Galerie Heinemann zeigte er 1913 ca. 80 Arbeiten und stellte auch in Zürich aus.
1914 meldete er sich anlässlich des Ersten Weltkriegs als Freiwilliger zum Militärdienst und war als Leutnant, seit 1915 als Oberleutnant an der Westfront in Belgien eingesetzt. Er erhielt beide Klassen des Eisernen Kreuzes, erkrankte und wurde nach Cannstatt bei Stuttgart versetzt. 1917 wurde er aus dem aktiven Dienst entlassen und wohnte anschließend in Küsnacht und Rüschlikon. Seine Tochter Armgard zog nach dem Tod ihrer Mutter zu ihrem Vater nach Küsnacht.
1919 stellte er mit Max Liebermann, Max Slevogt, Hans Thoma und Edvard Munch in Paris und Zürich aus. Ab 1922 lebte er mit seiner (zweiten) Frau und den drei Töchtern Armgard, Irmgard und Maria in München. Von 1929 bis 1933 übernahm er die Leitung der juryfreien Ausstellungen des Künstlerbundes Die Unabhängigen. Seine Tochter Armgard von Faber du Faur, 1894 geboren, führte die Familientradition fort. Sie studierte in Genf, vor allem bei Hodler, und lebte und malte ab 1922 in ihrem Atelier im Schlossrondell Nymphenburg in München bis zu ihrem Tod am 17. August 1977.

## Werk

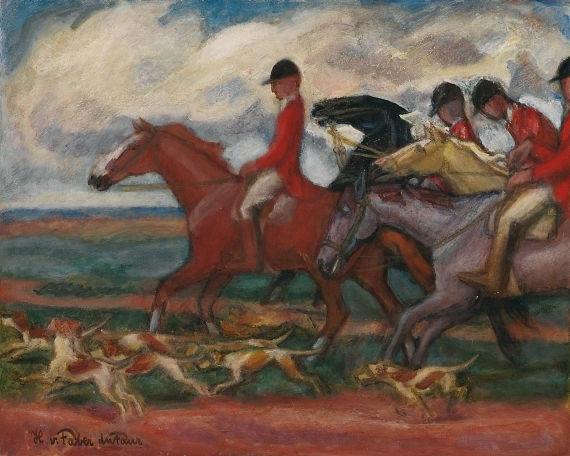
Jagdreiter Schloss Nymphenburg. 1937

Hans von Faber du Faur war ein guter Beobachter und ein sicherer Zeichner. Er machte sich die Erfassung bewegter, wechselnder Erscheinungen im Spiel des Lichts zur Aufgabe, die besonders in seinen starkfarbigen Aquarellen deutlich werden. In seinem umfangreichen Werk, das als wichtiger Beitrag zum deutschen Impressionismus zu werten ist, überwiegen Zeichnungen und Gemälde von Pferden und Reitern. Doch malte er auch Porträts, Gruppenbilder, Strand- und Straßenszenen sowie Darstellungen von Sportarten. Werke von ihm befinden sich zum Beispiel in der Städtischen Galerie im Lenbachhaus München, in der Staatlichen Graphischen Sammlung München, in der Staatsgalerie Stuttgart, im Kunstverein Würzburg und im Kunsthaus Zürich.

## Ausstellungen (Auswahl)
- Seit 1897: Glaspalast München
- Seit 1897: Kunstverein München
- 1898, 1899 und 1903: Salon des Champs-Élysées, Paris
- Seit 1901: Salon des Indépendents, Paris
- 1904–1913: Salon d’Automne, Paris
- 1905: Galerie Wertheim, Berlin
- 1919: Kunsthalle Basel
- 1904 und 1913: Galerie Heinemann, München
- 1906: Kunstverein Barmen
- 1907: Kunstverein Würzburg
- 1909: 1. juryfreie Ausstellung Deutscher Künstlerverband
- 1913–1919: Kunsthaus Zürich
- 1930–1932: Die Unabhängigen, München
- 1932–1938: Herbstsalon, Paris
- 1950: Städtische Galerie, München. Gedächtnisausstellung
- 1959: Galerie Gurlitt, München
- 1968: Staatliche Graphische Sammlung, München
- 1974: Galerie Reinhardt & Doehn, München

## Schriften
- Erinnerungen an Adolf Schreyer. In: Kunst und Künstler. 24, 1926, S. 240–244.